# Max Röger
Max Röger (* 18. Dezember 1989 in Brandenburg an der Havel) ist ein deutscher Leichtgewichts-Ruderer. 

## Sportliche Karriere
2007 belegte Röger zusammen mit Axel Kort den vierten Platz im Leichtgewichts-Zweier ohne Steuermann bei den U23-Weltmeisterschaften. Im Jahr darauf fanden die U23-Weltmeisterschaften in Brandenburg an der Havel statt. Der deutsche Leichtgewichts-Vierer ohne Steuermann mit Axel Kort, Samuel Garten, Robby Gerhardt und Max Röger erkämpfte die Silbermedaille hinter den Spaniern. 2009 startete Röger zusammen mit Michael Reckzeh im Leichtgewichts-Zweier ohne Steuermann bei den Weltmeisterschaften in Posen und belegte den achten Platz. Im Jahr darauf nahm Röger noch einmal im Leichtgewichts-Vierer ohne Steuermann an den U23-Weltmeisterschaften teil und erreichte den fünften Platz.
Erst 2014 war Röger wieder international dabei. Bei den Weltmeisterschaften in Amsterdam erreichte der Leichtgewichts-Doppelvierer mit Daniel Lawitzke, Max Röger, Jost Schömann-Finck und Konstantin Steinhübel den zweiten Platz hinter dem griechischen Boot. 2015 trat Röger im Ruder-Weltcup im Leichtgewichts-Einer an.
Wieder vergingen einige Jahre bis Röger 2018 in die Nationalmannschaft zurückkehrte. nach einem zweiten und einem ersten Platz im Weltcup siegte der deutsche Leichtgewichts-Doppelvierer mit Joachim Agne, Max Röger, Florian Roller und Moritz Moos bei den Weltmeisterschaften 2018 in Plowdiw. 2019 trat Röger bei den Europameisterschaften im Leichtgewichts-Einer an und belegte den achten Platz.
Der 1,80 m große Max Röger ruderte viele Jahre beim Ruder-Club-Havel Brandenburg. 2019 belegte er bei den deutschen Meisterschaften, für die RG Wiking Berlin startend, den zweiten Platz im Leichtgewichts-Einer.